# بريمبو
بريمبو هي شركة إيطالية لتصنيع أنظمة فرامل السيارات، خاصة للسيارات والدراجات النارية عالية الأداء. يقع مكتبها الرئيسي في بيرغامو، شمال شرق ميلانو، إيطاليا.

## التاريخ

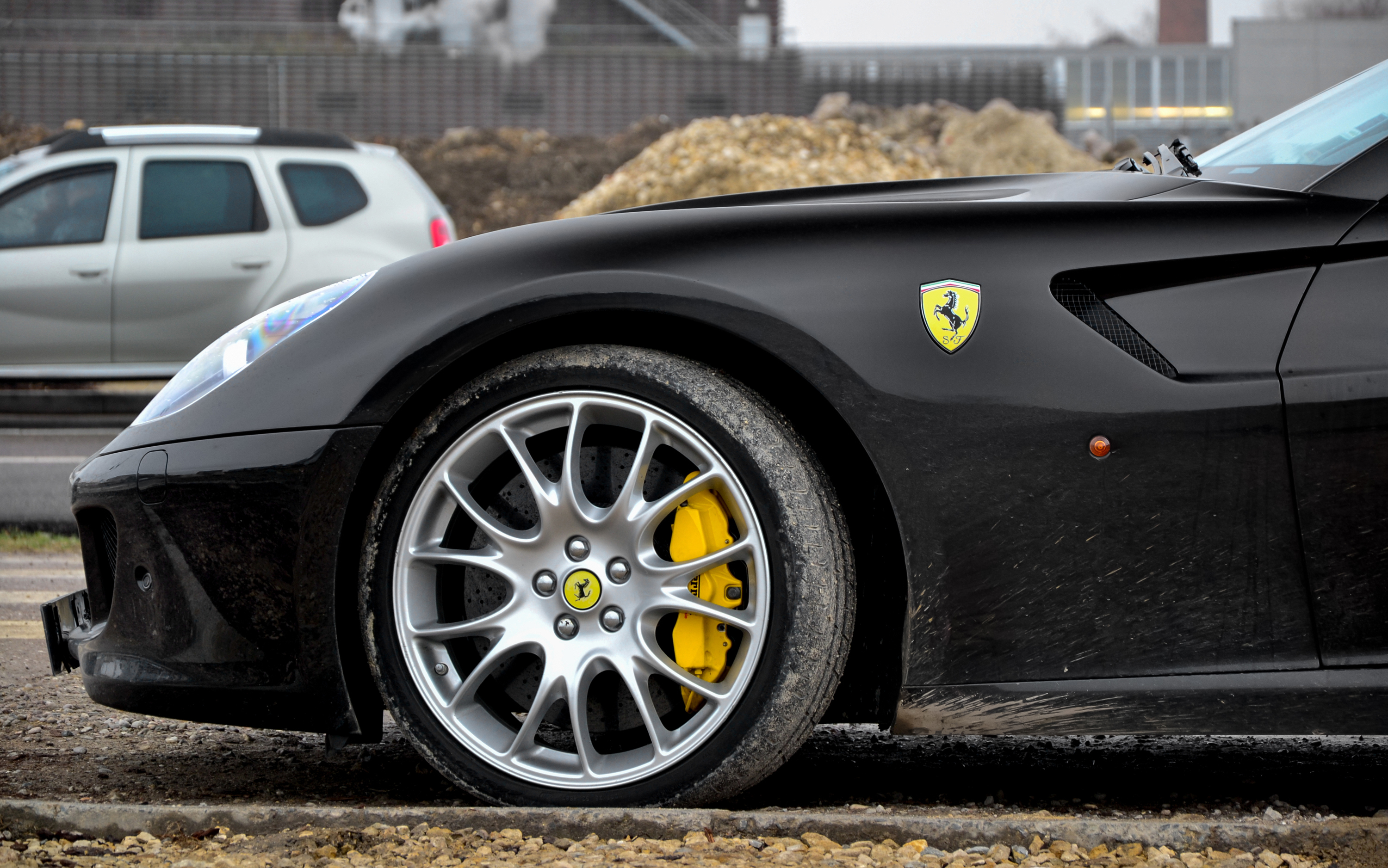
فيراري 599 جي تي بي فيورانو مع مكابح بريمبو صفراء

تأسست الشركة عام 1961 في بالادينا بالقرب من بيرغامو شرق نهر بريمبو. بعد فترة وجيزة من إنشاء الشركة، تخصصت في صناعة المكابح القرصية، والتي تم استيرادها من المملكة المتحدة في ذلك الوقت. أبرمت الشركة عقد توريد مع ألفا روميو عام 1964.
في الثمانينيات، بدأت بريمبو بتزويد سيارات بي إم دبليو وكرايسلر وفيراري ومرسيدس-بنز ونيسان وبورشه بالفرامل. تم طرح الشركة للاكتتاب العام في بورصة ميلانو في عام 1995.
يعمل بالشركة أكثر من 10634 موظفًا داخل إيطاليا وفي فروع في البرازيل والصين واليابان والمكسيك والولايات المتحدة وبولندا وإسبانيا والسويد والمملكة المتحدة.
في 9 نوفمبر 2007، تم الاستحواذ على قسم مكونات فرامل السيارات في هايز ليمرز من قبل فرع بريمبو في أمريكا الشمالية. شملت عملية البيع التي بلغت 39.6 مليون يورو تقريبًا مرافق الإنتاج في هومر وميشيغان وأبوداكا بالمكسيك وحوالي 250 موظفًا.
أعلن بيان صحفي رسمي للشركة في 21 مايو 2014 عن توسعة بقيمة 83 مليون يورو لمنشأة ميشيغان. في 2 ديسمبر 2014، أعلنت الشركة عن خطط لاستثمار 32 مليون يورو في منشأة إنتاج تبلغ مساحتها 31500 مترًا مربعًا، والتي من المتوقع أن تنتج مليونين مكبس ألمنيوم سنويًا. من المتوقع بدء التشغيل الأولي في عام 2016 والتشغيل الكامل بحلول نهاية عام 2018.
اعتبارًا من 2019، تتواجد الشركة في 14 دولة حول العالم.

## المنتجات
تتخصص بريمبو في أنظمة ومكونات فرامل السيارات، فضلاً عن إجراء الأبحاث حول أنظمة الكبح. تبيع بريمبو أكثر من 1300 منتجًا في جميع أنحاء العالم.